# إيناس مصالحة
ايناس مصالحة (ولدت 1979) هي مغنية سوبرانو عربية والتي غنت على أشهر مسارح الأوبرا في العالم.

## السيرة الذاتية
وُلدت مصالحة في قرية دبورية بـالجليل الأسفل في عائلة كان العديد من أفرادها يميلون إلى الموسيقى. ترعرع والداها في بيئة فقيرة، إلا أنهما استثمرا كثيرًا في تربية أطفالهما، ووفّرا لابنتهما دروس العزف على البيانو منذ سن الخامسة. كان والداها يرافقانها إلى المدرسة الموسيقية «دار الفنون عيمق يزرعئيل» (قرب كيبوتس ميزرع، على بعد 20 كم تقريبًا من دبورية) حيث تعلمت الموسيقى الغربية الكلاسيكية. ثم واصلت مصالحة الدراسة في أكاديمية روبين للموسيقى والرقص في القدس. خلال دراستها في القدس مثلت دور «مارينكا» في الأوبرا «العروس المباعة» (أو «العروس المقايضة») للموسيقار التشيكي بدرجيخ سميتنا، كما سجلت ثلاثة مزامير من سفر المزامير بلحن الموسيقار الكندي الإسرائيلي أهارون حارلاب  في المحطة الإذاعية «صوت الموسيقى» (التابعة لإذاعة صوت إسرائيل).

## السيرة المهنية
حازت مصالحة على منحة دراسية من صندوق الثقافة أمريكا-إسرائيل (AICF) بعد أن سجلت نفسها لـ«مسابقات الربيع» للغناء، والتي تعقدها المؤسسة من أجل تشجيع الموسيقيين الشباب في إسرائيل، وفازت فيها. خلال المسابقات سمعها موسيقيون من «الأوبرا الإسرائيلية الجديدة» (دار الأوبرا في تل أبيب) واقترحوا عليها المشاركة في برنامج «أوبرا ستوديو» المخصص للشباب. غنت مصالحة مدة سنتين في دار الأوبرا بتل أبيب في إطار هذا البرنامج. في 23 كانون الأول (ديسمبر) 2011، في حفلة موسيقية أقيمت في المدينة الفلسطينية رام الله، سمعها الموسيقار دانييل بارينبويم ودعاها إلى الغناء في اليوم التالي مع الأوركسترا الإسرائيلية في حفلة موسيقية بتل أبيب بمناسبة مرور 75 عامًا على تأسيس الأوركسترا وفي بث حي في القناة الإسرائيلية الأولى. وقالت مصالحة لصحيفة هآرتس عن هذا اللقاء إن بارينبويم سألها: «ماذا تفعلين غدا؟»، فأجابت: «قُلْ لي أنتَ...». أما بارينبويم فقال: «تعالي إلى الأوركسترا وغني لي ولزوبين مهتا». قالت مصالحة إنها جاءت إلى الحفلة الموسيقية في تل أبيب مع معزف بيانو تمكنت من الحصول عليه في اللحظة الأخيرة. إثر هذا اللقاء مع بارينبويم حصلت مصالحة على منحة دراسية من دار الأوبرا في برلين (Staatsoper Unter den Linden).
في برلين مثلت مصالحة دور «باباغينو» في أوبرا «الناي السحري» ودور «المرأة الملوّنة» في الأوبرا «المقامر» لسيرغي بروكوفييف. ثم مثلت هذا الدور أيضا على مسرح «لا سكالا» في ميلانو بقيادة دانييل بارينبويم. كذلك مثلت مصالحة أدوارًا في «إليكترا» و«فارس الوردة» لريخارد شتراوس، وفي «توسكا» و«كنتاتا القهوة». ومن الأدوار الأخرى التي مثلتها: دور الرسّامة في العرض الأول للأوبرا «نصف قمر» للموسيقار الإسرائيلي ميخائيل شينهاف ودور الأميرة في الأوبرا «السلطانة من قادس» للموسيقار الإسباني خوان آرياغا في عرض أقيم بمدينة رام الله.
درست مصالحة عدة سنوات في نيويورك ولمدة بضع سنوات مثلت وغنت على مسارح في الولايات المتحدة وأوروبا، ولكنها قررت العودة إلى إسرائيل وفلسطين. حسب ما قالته لصحيفة «هآرتس»، فإنها شعرت بالغُربة على المسارح الأوروبية والأمريكية وتريد توثيق علاقتها بالثقافة التي ترعرت فيها والجمهور في موطنها. وقالت مصالحة إنها قررت الغناء أمام الجمهور العربي لتعزيز تعرف هذا الجمهور على الأوبرا، ورغم خشيتها أن هذا الجمهور لا يحب هذا الأسلوب الموسيقي، فإنها تقدم عروضًا أمام العرب المحليين بانتظام. في ضمن عروضها في أوروبا غنت مصالحة في مهرجان زالتسبورغ (بقيادة دانييل بارينبويم)، مهرجان تنغلوود ومهرجان فينيتو في إيطاليا.
في السنوات الأخيرة غنت مصالحة مع معزف البيانو حغاي يودان في إطار البرنامج «دعاء وغناء»، وهو جزء من مشروع The Sopranos، وأنشأت مشروعًا مع فرقة «مغني تل أبيب» يتمحور حول عمل موسيقي للموسيقار نوعم سيفان بعنوان «الموت والولادة».
تعلّم مصالحة أطفالاً يهود وعربًا في مدينة عكا بطريقة ماستر كلاس (الدراسة عن طريق اللقاء مع فنّان) وقدمت التدريب الصوتي للأولاد الفلسطينيين الذين شاركوا في المسرحية الموسيقية «فوانيس». وتقدم مصالحة كذلك تدريبا صوتيا ودروس غناء للأطفال في «دار الفنون عيمق يزرعئيل» حيث تعلمت بنفسها في الماضي.